# Haugenried
Haugenried ist ein Ortsteil des Marktes Nittendorf im Landkreis Regensburg.

## Lage
Haugenried liegt südwestlich des Kernortes Nittendorf. Durch den Ort verläuft die R 14. Nordwestlich fließt die Schwarze Laber, ein linker Zufluss der Donau.

## Geschichte
Haugenried war eine selbstständige Gemeinde, zu der auch noch Irgertshofen gehörte. Die Kommune wurde im Zuge der Gebietsreform in Bayern 1972 in den Markt Nittendorf eingegliedert.

## Sehenswürdigkeiten
Die katholische Nebenkirche St. Nikolaus ist eine romanische Chorturmkirche. Sie stammt aus der Mitte des 12. Jahrhunderts.
- Liste der Baudenkmäler in Haugenried
- Liste der Naturdenkmäler im Landkreis Regensburg (darin: „2 Linden bei Haugenried“)

## Vereine
Der DJK Haugenried 1965 umfasst die Sparten Fußball, Tischtennis, Frauenturnen, Kinderturnen, Radfahren, Laufen/Walking und Billard.